# Spolglans
Spolglans är en kemisk produkt till diskmaskiner.
I kranvatten finns oftast en viss mängd kalk, beroende på i vilket område man befinner sig. När diskgods torkar avdunstar vattnet, men lämnar kalken efter sig. Man kan till exempel se detta på botten av glas om man håller upp ett glas mot ljuset.
Genom att tillsätta en viss mängd spolglans i sista sköljvattnet, minskar ytspänningen och vattnet rinner lättare av. Följden blir att diskgodset ser glansigare ut, en illusion av renare disk.
Man häller spolglans i en behållare i diskmaskinen och sedan tillsätter maskinen rätt mängd själv när det är dags för sista sköljningen. Vissa maskiner kan ställas in för att få rätt mängd spolglans, beroende på hur hårt vattnet är (det vill säga hur mycket kalk det har). För lite glansmedel ger kalkbeläggningar, och för mycket glans ger en "simmigare" yta som känns som olja.
Den aktiva beståndsdelen i spolglans är oftast karboxylsyra.